# Commissione federale d'etica per la biotecnologia nel settore non umano
In Svizzera, secondo l'articolo 23 della legge federale sull'ingegneria genetica nel settore non umano (LIG), la Commissione federale d'etica per la biotecnologia nel settore non umano (CENU) è una commissione consultiva extraparlamentare. Tale Commissione presta consulenza al Consiglio federale e alle autorità federali e cantonali in ambito legislativo e nell'esecuzione di atti normativi riguardanti la biotecnologia nel settore non umano. Istituita il 27 aprile 1998 dal Consiglio federale, la Commissione è integrata all'Ufficio federale dell'ambiente (UFAM), che a sua volta fa parte del Dipartimento federale dell'ambiente, dei trasporti, dell'energia e delle comunicazioni (DATEC).

## Mandato
La Commissione segue e valuta dal punto di vista etico l'evoluzione e le applicazioni della biotecnologia, pronunciandosi sugli aspetti etici delle relative questioni scientifiche e sociali. Fornisce la propria consulenza alle seguenti autorità:
- a. il Consiglio federale, per l'emanazione di prescrizioni;
- b. le autorità federali e cantonali, per l'esecuzione di tali prescrizioni. In particolare, prende posizione in merito alle richieste di autorizzazione o ai progetti di ricerca di importanza fondamentale o esemplare. A tal fine, è autorizzata a consultare gli incartamenti, richiedere informazioni e rivolgersi ad altri specialisti.

Collabora con altre commissioni federali e cantonali che si occupano di questioni relative alla biotecnologia.
Dialoga con il pubblico sulle questioni etiche relative alla biotecnologia. Riferisce periodicamente al Consiglio federale sulla propria attività.

## Membri
La Commissione è composta da 12 persone: esperti di etica esterni all'amministrazione pubblica e rappresentanti di altre discipline con conoscenze scientifiche o pratiche in campo etico. Nella Commissione devono essere rappresentati diversi approcci etici.
I membri della Commissione vengono nominati dal Consiglio federale per una legislatura quadriennale.

## Segreteria
La Commissione è assistita da una segreteria scientifica subordinata sul piano scientifico alla presidenza della Commissione e su quello amministrativo all'Ufficio federale dell'ambiente (UFAM).

## Pubblicazioni

### Le prese di posizione più importanti della Commissione
- La dignità dell'animale - Presa di posizione comune della Commissione federale d'etica per l'ingegneria genetica nel settore non umano (CENU) e della Commissione federale per gli esperimenti sugli animali (CFEA) in vista di concretizzare la dignità della creatura nell'animale, 2001.
- Patente auf Tiere und Pflanzen (lett.: Brevettabilità di animali e piante) - Contributo alla discussione, 2001 (disponibile solo in tedesco e francese).
- Ingegneria genetica applicata alle derrate alimentari - Considerazioni etiche per la messa in commercio di derrate alimentari e alimenti per animali, 2003.
- Ingegneria genetica e Paesi in via di sviluppo - Contributo dal punto di vista etico alla discussione, 2004.
- Ricerca su primati: una valutazione etica. Rapporto della Commissione federale per gli esperimenti sugli animali e della Commissione federale d'etica per la biotecnologia nel settore non umano, 2006.
- La dignità della creatura nel regno vegetale. La considerazione morale delle piante in quanto tali, 2008.
- Biologia sintetica. Riflessioni etiche, 2010.
- Emissione di piante geneticamente modificate: requisiti etici, 2012.
- Trattamento dei pesci: considerazione etiche, 2014.
- Liberté de la recherche et sécurité biologique – Réflexions éthiques à partir de la recherche à double usage préoccupante (dual use research of concern), 2015 (disponibile solo in francese e tedesco)
- Nuove tecniche di selezione vegetales – Riflessioni etiche, 2016.

### Collana "Beiträge zur Ethik und Biotechnologie"
Nella collana Beiträge zur Ethik und Biotechnologie (Contributi all'etica e alla biotecnologia) vengono pubblicati rapporti di esperti redatti su richiesta della Commissione federale d'etica per la biotecnologia nel settore non umano. Tali rapporti forniscono le basi per il confronto su aspetti etici della biotecnologia e servono da documenti di lavoro per la CENU.
- Volume 1: Andreas Bachmann, Nano(bio) technologie - Eine ethische Auslegeordnung, 2006.
- Volume 2: Jürg Stöcklin, Die Pflanze – Moderne Konzepte der Biologie, 2007.
- Volume 3: Andreas Brenner, Leben – Eine philosophische Untersuchung, 2007.
- Volume 4: Benjamin Rath, Ethik des Risikos – Begriffe, Situationen, Entscheidungstheorien und Aspekte, 2008.
- Volume 5: Joachim Boldt, Oliver Müller, Giovanni Maio, Synthetische Biologie – Eine ethisch-philosophische Analyse, 2009.
- Volume 6: Bernard Baertschi. La vie artificielle. Le statut moral des êtres vivants artificiels, 2009.
- Volume 7: Arianna Ferrari, Christopher Coenen, Armin Grunwald, Arnold Sauter, Animal Enhancement – Neue technische Möglichkeiten und ethische Fragen, 2010.
- Volume 8: Peter Kunzmann, Nikolaus Knoepffler, Primaten – Ihr moralischer Status, 2011.
- Volume 9: Helmut Segner, Fish – Nociception and pain. A biological perspective, 2012.
- Volume 10: Markus Wild, Fische – Kognition, Bewusstsein und Schmerz. Eine philosophische Perspektive, 2012.
- Volume 11: Biosecurity und Publikationsfreiheit – Die Veröffentlichung heikler Forschungsdaten im Spannungsfeld von Freiheit und Sicherheit. Eine grundrechtliche Analyse, 2014.

## Vari
Nell'ottobre 2008, la Commissione è stata insignita del Premio Ig Nobel per la Pace per il suo rapporto "La dignità della creatura nel regno vegetale. La considerazione morale delle piante in quanto tali".